# طيور النار
طيور النار (بالإنجليزية: Fire Birds)‏ هو فيلم حركة تم إنتاجه في الولايات المتحدة وصدر في سنة 1990. من بطولة نيكولاس كيج وتومي لي جونز.

## الميزانية والإيرادات
بلغت تكلفة إنتاج الفيلم حوالي 22 مليون دولار بينما حقق أرباحا تقدر بـ 14760451 دولار.

## وصلات خارجية
- طيور النار على موقع IMDb (الإنجليزية)
- طيور النار على موقع روتن توميتوز (الإنجليزية)
- طيور النار على موقع نتفليكس (الإنجليزية)
- طيور النار على موقع ألو سيني (الفرنسية)
- طيور النار على موقع Turner Classic Movies (الإنجليزية)
- طيور النار على موقع أول موفي (الإنجليزية)
- طيور النار على موقع بوكس أوفيس موجو (الإنجليزية)
- طيور النار على موقع فيلمافينيتي (الإسبانية)
- طيور النار على موقع قاعدة بيانات الأفلام السويدية (السويدية)
- طيور النار على موقع قاعدة بيانات الفيلم (الإنجليزية)